# Tre’Quan Smith
Tre’Quan Smith (* 7. Januar 1996 in Delray Beach, Florida) ist ein US-amerikanischer American-Football-Spieler in der National Football League (NFL). Er spielte fünf Jahre lang für die New Orleans Saints als Wide Receiver. Seit 2024 steht Smith bei den Detroit Lions unter Vertrag.

## College
Smith besuchte die University of Central Florida und spielte für deren Mannschaft, die Knights, erfolgreich College Football, wobei er zwischen 2015 und 2017 insgesamt 24 Touchdowns erzielte.

## NFL
Smith wurde beim NFL Draft 2018 an 91. Stelle von den New Orleans Saints ausgewählt und erhielt einen Vierjahresvertrag in der Höhe von 3,42 Millionen US-Dollar. Er konnte sich sofort durchsetzen und kam in seiner Rookie-Saison in 15 Spielen zum Einsatz, sieben Mal davon als Starter.

Denkwürdig war vor allem die Partie gegen die Washington Redskins. In seinem erst vierten Spiel als Profi konnte er nicht nur erstmals Pässe für mehr als 100 Yards fangen und seine ersten beiden Touchdowns erzielen, sondern besonders mit dem ersten Score, einem Spielzug über 62 Yards, erregte er auch großes mediales Aufsehen, half er doch damit seinem Quarterback Drew Brees, den Rekord Peyton Mannings für die meisten geworfenen Yards überhaupt zu verbessern.
2019 konnte Smith von mehreren Verletzungen geplagt nur in 11 Partien auflaufen und dabei 18 Pässe fangen und fünf Touchdowns erzielen.
Nach dem Auslaufen seines Rookie-Vertrages unterschrieb er am 30. März 2022 einen Zweijahresvertrag bei den New Orleans Saints. Am 26. September 2023 wurde Smith von den Saints entlassen.
Am 3. Oktober 2023 nahmen die Denver Broncos Smith für ihren Practice Squad unter Vertrag. Er wurde für ein Spiel in den aktiven Kader aufgenommen. Im Februar 2024 schloss Smith sich den Detroit Lions an.